# Église presbytérienne des États-Unis
L'Église presbytérienne des États-unis (abréviation anglaise PCUS) était une dénomination protestante du sud et de l'Ouest des États-unis qui a existé de 1861 à 1983, année où elle a fusionné avec l'Église presbytérienne unie aux États-Unis (UPCUSA) pour former l'Église presbytérienne (États-Unis) (PC (USA)). Son nom était initialement "Église presbytérienne dans les États confédérés d'Amérique".

## Historique

### Fondation
L'Église presbytérienne des États-Unis est née en 1861 de divisions régionales et théologiques au sein de l'Église presbytérienne aux États-Unis d'Amérique (PCUSA), qui avait été la première confession presbytérienne fondée aux États-Unis, en 1789. En 1838, la PCUSA s'est divisée entre la « vieille école » et la « nouvelle école », qui sont entrées en controverse. La « nouvelle école » était influencée par le Réveil et la théologie de la Nouvelle Angleterre, qui préconisait un adoucissement de certaines doctrines traditionnelles du calvinisme, tandis que l'Ancienne École s'opposait à ce qui était à ses yeux les excès du Réveil, et souhaitait la stricte adhésion à la Confession de Westminster, doctrine traditionnelle de l'Église presbytérienne. De nombreux partisans de la « nouvelle école » soutenaient aussi des mouvements de réforme sociale, tels que l'abolitionnisme.
En conséquence, après 1838, la majorité des presbytériens du sud des États-Unis étaient du côté de la « vieille école ». Réticents à ce que les synodes se prononcent sur des questions de morale ou de politique non explicitement mentionnés dans la Bible, les partisans de la « vieille école » ont pu rester plus longtemps unis entre nordistes et sudistes que les partisans de la « nouvelle école ». Ces derniers se sont séparés en 1858 sur la question de l'esclavage. Les sudistes de la Nouvelle École ont alors créé le Synode du Sud.
Les partisans de la « vieille école » sont restés unis jusqu'au début des hostilités de la Guerre de Sécession, mais en mai 1861, le synode général de la « vieille école » a adopté les très controversées résolutions proposées par le pasteur new-yorkais Gardiner Spring (en) appelant les presbytériens à soutenir le Gouvernement fédéral des États-unis (nordiste) par devoir religieux,. Les sudistes, avec le soutien d'une minorité de nordistes, ont estimé que cette résolution était inacceptable car elle enjoignait aux sudistes de commettre une trahison à l'encontre de leurs États d'origine, afin de rester membres de l'église.
Après la réunion du synode général de mai 1861, certains consistoires du Sud se sont immédiatement retirés du synode. Le 15 août, une convention représentant 17 consistoires s'est réunie à Atlanta et a encouragé tous les consistoires qui ne l'avaient pas encore fait à se retirer également ; elle a en outre recommandé que la constitution de l'église demeure inchangée mis à part son nom, le terme "Église Presbytérienne dans les États Confédérés d'Amérique" devant remplacer celui d'"Église Presbytérienne aux États-unis d'Amérique". Un synode général a ensuite été organisé à Augusta (Géorgie), le 4 décembre. A cette date, 47 consistoires et 10 synodes avait rompu leurs liens avec PCUSA. La premier synode général de l'Église presbytérienne sudiste a accepté les recommandations de la convention et a élu Benjamin M. Palmer comme son premier modérateur.

### Fin duXIXesiècle
Après la défaite de la Confédération, l'église fut rebaptisée "Église presbytérienne aux États-unis". Elle a développé une réputation de  traditionalisme calviniste et de liturgie "haute église", adoptant des changements liturgiques similaires à ceux de l'Église épiscopalienne américaine, qui était à l'époque influencée par le Mouvement d'Oxford.
La dénomination a progressé au cours de ses premières années, en partie en raison de l'absorption d'un certain nombre de petites églises presbytériennes. En 1864, l'église s'est réunie avec l'organisation issue de la Nouvelle Ecole sudiste en fusionnant avec le Synode uni du Sud. Entre 1867 et 1874, l'église a accueilli l'église Patapsco du Maryland, le Synode du Kentucky et le Synode du Missouri, après que ces juridictions se furent retirées de la Vieille École de la PCUSA en signe de protestation contre les décisions politiques prises par cette dénomination. Entre 1867 et 1870, l'église a encore absorbé les consistoires de l'Alabama et du Kentucky et l'Église réformée associée, une dénomination dont les racines plongent dans la tradition presbytérienne écossaise. Ces fusions et quelques autres ont ajouté plus de 35 000 membres et 490 paroisses à l'église.

### AuXXesiècle
Après la Guerre, le PCUS a conservé ses traditions "Vieille Ecole" jusqu'à ce que ses dirigeants commencent à souligner qu'ils avaient besoin de changer à la lumière de l'évolution du Sud, qui était en cours d'industrialisation et d'urbanisation.
Un point d'achoppement a été les discussions de fusion avec l'Église presbytérienne unie aux États-Unis (UPCUSA), la principale église presbytérienne du nord. Un vote en faveur de la fusion avait eu lieu en 1954, et malgré le soutien populaire parmi de nombreux membres de l'église, le vote de fusion a échoué. Les deux dénominations ne collaborent ensuite que sur un livre de cantiques commun. L'église a également rejoint les Épiscopaliens, les Méthodistes Unis, l'Église Unie du Christ et de la UPCUSA dans la Consultation sur l'Union de l'Église en 1962, un groupe lancé par le pasteur de l'UPCUSA Eugene Carson Blake. Finalement, en 1968, l'union des églises et des presbytères ont été formés, et, en 1970, un "Plan d'Union" a été élaboré mais l'Union effective a encore attendu treize ans.
Un autre événement important est survenu en 1965, lorsque Rachel Henderlite est devenue la première femme à être consacrée pasteure dans l'Église presbytérienne aux États-unis,.e
Le mouvement des droits civiques allait diviser le PCUS en trois factions : un groupe libéral souhaitant une adhésion totale au mouvement de la plate-forme, une faction modérée désireux d'obtenir un large consensus d'église-large consensus avant de prendre des mesures d'action positive, et un groupe conservateur/traditionaliste vigoureusement opposés à ce qu'ils considéraient comme une ingérence anormale de l’Église dans le domaine des traditions civiles et culturelles de sa région. Les conservateurs ont soutenu que l'activité de l'église en faveur de la fin de la ségrégation raciale constituait une violation de la doctrine de "la spiritualité de l'église," un principe développé par XIXe siècle théologien presbytérien James Henley Thornwell. Il avait déclaré que la réforme sociale et la participation politique ont été des devoirs ou des activités à être prises par les individus, et non par les églises. Le groupe conservateur a fortement défendu cette idée, mais le parti libéral considérait que c'était là une manière de justifier le maintien de la ségrégation raciale et la préservation de la position sociale de l'élite sociale blanche dans le Sud, dont un bon pourcentage était membre de l'église.
Ayant été finalement battus à de nombreuses reprises au synode général par une coalition de libéraux et modérés dans les années 1960, certains conservateurs, principalement issus des zones rurales du Sud Profond, ont fondé fin 1973 de ce qui est aujourd'hui l' Église Presbytérienne en Amérique (PCA), citant comme raison "[un] long-développement du libéralisme théologique, qui niait la divinité de Jésus-Christ et l'inerrance et l'autorité de l'Écriture" au sein de l'église. Certains évangéliques, cependant, sont restés dans l'église afin d'y défendre leurs convictions ; ce groupe a ensuite pu faire cause commune avec les conservateurs de l'UPCUSA. Pendant les années 2000, certaines églises des deux bords ont après la fusion des deux dénominations, pour les mêmes raisons, pour former l'Église presbytérienne évangélique.
Après le départ de ces conservateurs, il est devenu plus facile de travailler à l'union avec le UPCUSA. Finalement, en 1983, le "Plan de l'Union" a été adopté lors d'un vote, 53 consistoires votant en faveur de l'union, et 8 contre. Le 10 juin 1983, les retrouvailles entre le nord et le sud de Presbytériens ont été célébrées à Atlanta, la nouvelle dénomination de prendre le nom d' "Église presbytérienne (États-Unis)"

## Membres célèbres
- L. Nelson Bell (beau-père de Billy Graham).
- Le révérend Bob Childress, pasteur dans les Appalaches, vedette du livre "L'Homme qui a déplacé une montagne".
- Robert Lewis Dabney
- Samuel T. François, chroniqueur Américain
- John L.-Girardeau
- J. Richard Williams
- Joseph R. Wilson (père de Woodrow Wilson, et l'un des fondateurs et des premiers pasteurs de l'Église presbytérienne des États-Unis).